# Bulgarische Eishockeyliga 1976/77
Die Saison 1976/77 war die 25. Spielzeit der bulgarischen Eishockeyliga, der höchsten bulgarischen Eishockeyspielklasse. Meister wurde zum insgesamt zweiten Mal in der Vereinsgeschichte Lewski-Spartak Sofia.

## Modus
Der Erstplatzierte der Hauptrunde wurde Meister.

## Hauptrunde
|    | Klub                 |
| -- | -------------------- |
| 1. | Lewski-Spartak Sofia |
| 2. | HK Slawia Sofia      |
| 3. | HK ZSKA Sofia        |
| 4. | Akademik Sofia       |
| 5. | Metallurg Pernik     |

Sp = Spiele, S = Siege, U = unentschieden, N = Niederlagen, OTS = Overtime-Siege, OTN = Overtime-Niederlage, SOS = Penalty-Siege, SON = Penalty-Niederlage